# Brewster (Massachusetts)
Brewster ist eine Town im Barnstable County im US-Bundesstaat Massachusetts. Im Jahr 2020 lebten dort 10.318 Einwohner in 8.243 Haushalten,  auf einer Fläche von 136,9 km². Die Otis Air National Guard Base befindet sich auf dem Gemeindegebiet. Brewster ist Partnerstadt von Budleigh Salterton im Vereinigten Königreich.

## Geografie
Nach dem United States Census Bureau hat Brewster eine Gesamtfläche von 65,9 km², von denen 59,3 km² Land und 6,6 km² Wasser sind.

### Geografische Lage
Brewster befindet sich am nördlichen Ufer, zentral von Cape Cod, an der Cape Cod Bay.  Entlang der Küste befinden sich ausgedehnte Wattflächen. Im Osten befindet sich der Nickerson State Park. Er ist der größte staatliche Waldpark am Cape Cod. Es gibt mehrere Seen auf dem Gebiet der Town und im Süden grenzt der Long Pond an. Einige Bäche durchfließen das Gebiet, sie münden in der Cape Cod Bay. Es ist eben, ohne größere Erhebungen.

### Nachbargemeinden
Alle Entfernungen sind als Luftlinien zwischen den offiziellen Koordinaten der Orte aus der Volkszählung 2010 angegeben.
- Osten: Orleans, 8,1 km
- Süden: Harwich, 7,2 km
- Westen: Dennis, 9,2 km

Brewster liegt 49 Kilometer südlich von Provincetown, 27 Kilometer östlich von Barnstable, 49 Kilometer östlich der Sagamore Bridge und 136 Kilometer südöstlich von Boston, der Hauptstadt von Massachusetts.

### Stadtgliederung
Es gibt in Brewster keine eigenständige Villages. Die Siedlungsgebiete teilen sich in West und East Brewster.

### Klima
Die mittlere Durchschnittstemperatur in Brewster liegt zwischen −1,7 °C (29 °F) im Januar und 20,6 °C (69 °F) im Juli. Damit ist der Ort gegenüber dem langjährigen Mittel der USA um etwa 9 Grad kühler. Die Schneefälle zwischen Oktober und Mai liegen mit bis zu zweieinhalb Metern mehr als doppelt so hoch wie die mittlere Schneehöhe in den USA; die tägliche Sonnenscheindauer liegt am unteren Rand des Wertespektrums der USA.

## Geschichte
Brewster entstand als Ansiedlung 1656 als nordöstliche Gemeinde von Harwich. Das wohlhabendere Dorf trennte sich 1693 von Harwich im Norden und wurde als eigener Ort offiziell am 19. Februar 1803 unabhängig, als die weniger wohlhabenderen Familien aus Harwich sich darüber aufregten, dass alle Stadtinstitutionen an der Hauptstraße von Brewster (Massachusetts Route 6A) mit dem Rathaus und den Kirchen waren. Brewster wurde zu Ehren von William Brewster, dem ersten religiösen Führer der Pilgerväter in der Plymouth Colony, benannt. Die Stadtgeschichte wuchs rund um Stony Brook, wo die erste wasserbetriebene Mahl- und Wollmühle im Land in den späten Jahren des 17. Jahrhunderts gegründet wurde. Es gab auch viele reiche Seekapitäne im Ort, die viele herrschaftliche und prächtige Wohnhäuser bauten, die heutzutage die örtlichen Gaststätten und Bed and Breakfasts beherbergen. Am meisten erwähnenswert ist die Crosby Mansion an der Crosby Lane nahe dem Crosby-Strand.
Es gibt einige Varianten für die Benennung der Town. Im The New England Gazetteer von John Hayward wird sie als Sawkatucket bezeichnet. Das Directory of Massachusetts Place Names nennt sie Town of Harwich aber sie wird auch als Town of Satucket bezeichnet.
Brewster war Ziel einiger bekannter Persönlichkeiten. Im Juli 1888 besuchten Helen Keller und ihre Lehrerin, Anne Sullivan, Brewster. Minnie Ripertons Lied „Alone in Brewster Bay“ verweist auf die Ferien von ihr und ihrem Ehemann, dem Produzenten Dick Rudolph, in den frühen 1970er Jahren an der Cape Cod Bay vor der Veröffentlichung ihrer Hitsingle „Lovin' You“ 1975. Samuel M. Nickerson, Präsident der First National Bank of Chicago war einer der einflussreichsten Wirtschaftsführer der Zeit. Die Anteile von Nickerson an der First National Bank of Scotland wurden nach der New York Times Ausgabe 9/29/1889 für 2.100.000 $ verkauft. Das Sommerhaus von Nickerson, Fieldstone Hall, in Brewster ist heute eine Urlaubseigentumswohnanlage namens Ocean Edge.

### Einwohnerentwicklung
| Volkszählungsergebnisse – Town of Brewster, Massachusetts | Volkszählungsergebnisse – Town of Brewster, Massachusetts | Volkszählungsergebnisse – Town of Brewster, Massachusetts | Volkszählungsergebnisse – Town of Brewster, Massachusetts | Volkszählungsergebnisse – Town of Brewster, Massachusetts | Volkszählungsergebnisse – Town of Brewster, Massachusetts | Volkszählungsergebnisse – Town of Brewster, Massachusetts | Volkszählungsergebnisse – Town of Brewster, Massachusetts | Volkszählungsergebnisse – Town of Brewster, Massachusetts | Volkszählungsergebnisse – Town of Brewster, Massachusetts | Volkszählungsergebnisse – Town of Brewster, Massachusetts |
| Jahr                                                      | 1800                                                      | 1810                                                      | 1820                                                      | 1830                                                      | 1840                                                      | 1850                                                      | 1860                                                      | 1870                                                      | 1880                                                      | 1890                                                      |
| --------------------------------------------------------- | --------------------------------------------------------- | --------------------------------------------------------- | --------------------------------------------------------- | --------------------------------------------------------- | --------------------------------------------------------- | --------------------------------------------------------- | --------------------------------------------------------- | --------------------------------------------------------- | --------------------------------------------------------- | --------------------------------------------------------- |
| Einwohner                                                 |                                                           |                                                           |                                                           |                                                           |                                                           | 1.525                                                     | 1.489                                                     | 1.259                                                     | 1.144                                                     | 1.003                                                     |
| Jahr                                                      | 1900                                                      | 1910                                                      | 1920                                                      | 1930                                                      | 1940                                                      | 1950                                                      | 1960                                                      | 1970                                                      | 1980                                                      | 1990                                                      |
| Einwohner                                                 | 829                                                       | 631                                                       | 688                                                       | 769                                                       | 827                                                       | 987                                                       | 1.236                                                     | 1.790                                                     | 5.226                                                     | 8.440                                                     |
| Jahr                                                      | 2000                                                      | 2010                                                      | 2020                                                      | 2030                                                      | 2040                                                      | 2050                                                      | 2060                                                      | 2070                                                      | 2080                                                      | 2090                                                      |
| Einwohner                                                 | 10.094                                                    | 9.820                                                     | 10.318                                                    |                                                           |                                                           |                                                           |                                                           |                                                           |                                                           |                                                           |

## Politik
Brewster ist im Repräsentantenhaus von Massachusetts als Teil des First Barnstable Districts gemeinsam mit Dennis und einem Teil von Yarmouth repräsentiert. Der Ort wird im Senat von Massachusetts als Teil des Cape und Islands Districts, dass alles am Cape Code, Martha’s Vineyard und Nantucket außer die Orte Bourne, Falmouth, Sandwich und ein Teil von Barnstable umfasst, repräsentiert. Der Ort wird von den Second (Yarmouth) Barracks der Troop D der Massachusetts State Police kontrolliert.
Auf nationaler Ebene ist Brewster Teil des 10. Kongressdistrikts von Massachusetts und wird im Moment von William R. Keating repräsentiert. Das Senior (Class I)-Mitglied des Staates im Senat der Vereinigten Staaten ist, wiedergewählt 2008, John Kerry. Der Junior (Class II)-Senator ist Scott Brown.

### Gemeinderat
Brewster wird durch die Volksversammlungsverwaltungsform verwaltet und von einem Generalsekretär und einem Board of selectmen geleitet. Der Ort hat seine eigene Polizei und Feuerwehr. Die Feuerwehr befindet sich am Massachusetts Route 6A nahe dem Ende des Massachusetts Route 137, während die Polizeistation sich ungefähr einen Kilometer weiter weg am Massachusetts Route 124 befindet. Es gibt ein Postbüro nahe dem geografischen Zentrum des Ortes.

### Städtepartnerschaften
Brewster ist Partnerstadt von Budleigh Salterton im Vereinigten Königreich.

## Kultur und Sehenswürdigkeiten

### Museen
Es gibt mehrere Museen in Brewster:
- Brewster Historical Society Museum
- The Cape Cod Museum of Natural History
- New England Fire and History Museum
- The Brewster Store

### Bauwerke
In Brewster wurden zwei Distrikte und mehrere Bauwerke in die Liste der Einträge im National Register of Historic Places im Barnstable County eingetragen.
- Brewster Old King’s Highway Historic District, 1996 unter der Register-Nr. 96000162.[10]
- Stony Brook-Factory Village Historic District, 2000 unter der Register-Nr. 96000162.[11]

- Dillingham House, 1976 unter der Register-Nr. 76000225.[12]
- Nickerson Mansion, 1986 unter der Register-Nr. 86000300.[13]
- Old Higgins Farm Windmill, 1975 unter der Register-Nr. 75000240.[14]

### Parks
Der Nickerson State Park ist ein 1.900 Acres (7,7 km²) großes Naturschutzgebiet. Dort befinden sich neben Campingplätzen Möglichkeiten für Wanderer, Angler und Badegäste.

### Sport
Die Brewster Whitecaps der Cape Cod Baseball League spielen in der Stony Brook School von Mitte Juni bis zum frühen August. Die Brewster Whitecaps aus der Baseball-League Cape Cod waren Verein vieler jetziger und ehemaliger Liga-Baseball-Stars, wie [Mike Aviles], Sean Casey, Chris Dickerson, Bobby Keilty, Aaron Rowand, Gaby Sanchez, Brian Bannister, Matt Herges, Mike Meyers, Billy Wagner und Mitglied der Hall of Fame Tony Gwynn und sein Sohn Tony Gwynn Junior.

## Wirtschaft und Infrastruktur

### Verkehr
Der U.S. Highway 6 verläuft durch Brewster von Norden nach Süden, als eine einspurige Autobahn mit keinen Anschlussstellen für den Ort, obwohl die Anschlussstellen 9 bis 12 den Ort über andere Straßen zugänglich machen. Die fünf anderen nummerierten Highways in Brewster sind alle Oberflächenstraßen. Der Massachusetts Route 6A verläuft durch den Ort von Osten nach Westen als Main Street durch das Ortszentrum. Der Massachusetts Route 124 und der Massachusetts Route 137 haben beide ihr nördlichen Ende am Massachusetts Route 6A im Ort; kleine Teile des Massachusetts Route 28 und des Massachusetts Route 39 verlaufen auch durch die südöstliche Ecke des Ortes. Brewster hat eine Lichtzeichenanlage an der Kreuzung der Harwich Road (Massachusetts Route 124) mit der Long Pond Road (Massachusetts Route 137).
Es gibt keinen Bahnhof oder Flughafen im Ort. Der Cape-Cod-Fahrradweg auf einer stillgelegten Bahntrasse und mehrere andere Fahrradwege verlaufen durch den Ort. Das nächste öffentliche Flugfeld befindet sich in Chatham, der nächste Regionalflughafen ist der Barnstable Municipal Airport (HYA) und der nächste nationale und internationale Flughafen ist der Logan International Airport in Boston.

### Öffentliche Einrichtungen
In Brewster befinden sich mehrere medizinischen Einrichtungen. Das Long Pond Medical Center, das sich über der Grenze zu Harwich an der Kreuzung des Massachusetts Route 6 mit dem Massachusetts Route 137 befindet, dient der medizinischen Versorgung des Ortes sowie der südöstlichen Eckes des Capes.
Die Brewster Ladie's Library umfasst 50.000-Bücher und ist Teil des Cape Libraries Automated Materials Sharing (CLAMS)-Netzwerks.

### Bildung
Brewster ist zusammen mit den Orten Eastham, Orleans und Wellfleet Mitglied des Nauset Regional School Districts. Der Ort unterhält die Stony Brook Elementary School, die der Unterrichtsversorgung der Schüler vom Kindergarten bis zur sechsten Klasse dient und die Eddy Elementary School dient der Unterrichtsversorgung der Schüler von der dritten bis zur fünften Klasse. Middle School-Schüler besuchen die Nauset Middle School in Orleans und Highschool-Schüler besuchen die Nauset Regional High School in North Eastham.
Außerdem können die Highschool-Schüler des Ortes die Cape Cod Regional Technical High School in Harwich kostenlos besuchen. Es gibt auch zwei Privatschulen, The Family School und The Laurel School, beide dienen der Unterrichtsversorgung der Grundschüler.

## Persönlichkeiten

### Persönlichkeiten, die vor Ort gewirkt haben
- Ben Sulsky (* 1987), Pokerspieler